# Глушинка
Глуши́нка — село в Косихинском районе Алтайского края, Россия. Административный центр Глушинского сельсовета.

## География
Село находится на реке Жилиха.
Расстояние до районного центра Косиха 13 км; краевого центра Барнаул 79 км.
Ближайшие населённые пункты
Новочесноковка 6 км, Верх-Жилино 9 км, Шпагино 9 км, Пустынь 11 км, Малахово 13 км, Восход 15 км.
Климат
Климат резко континентальный. Континентальность климата проявляется и в том, что основная часть осадков, примерно половина годового количества, выпадает в течение летних месяцев с июня по август. Средняя температура января минус 20˚С, июля — +21˚С. Абсолютный температурный максимум — +38˚С, абсолютный минимум — минус 52˚С. Преобладание в Косихинском районе малооблачной антициклональной погоды обуславливает низкие температуры зимой и достаточно высокие летом. Годовое количество атмосферных осадков — 350—400 мм. Преобладающее направление ветра в течение года — юго-западное с переходом на северо-западное.
Транспорт
Регулярно ходят рейсовые междугородние автобусы из районного и краевого центров.

## История
Глушинка — одно из старинных сёл Алтайского края. Деревня Глушинская была основана между 1782 и 1795 годами. Первыми в ней поселились крестьяне из Белоярской слободы и деревни Пустынь на месте переправы через реку Жилиху, на расстоянии 12 км от села Косиха. В списках пятой ревизии 1795 года значится новая деревня. Местоположение — возле «Глушихинского переезда». В деревне жили 4 крестьянина из Белоярской слободы и семь мужчин из деревни Пустынской.
В «Списках населённых мест Российской империи» в Томской губернии Барнаульского округа значится деревня Глушинская (Королёва) при речке Малой Лосихе, в которой 16 дворов и 84 жителя (47 мужчин и 47 женщин)
«Список населённых мест Сибирского края 1926 года»: при речке Жилиха переписаны жители села Глушинское, год возникновения — 1776, число хозяйств 312, 1706 жителей, сельский совет, школа 1 ступени, лавка общего пользования.

## Население
| 1997 | 1998 | 1999 | 2000 | 2001 | 2002 | 2003 |
| ---- | ---- | ---- | ---- | ---- | ---- | ---- |
| 634  | ↗648 | ↘636 | ↗653 | ↘625 | ↗648 | ↘645 |
| 2004 | 2005 | 2006 | 2007 | 2008 | 2009 | 2010 |
| ↘612 | ↘602 | ↘592 | ↘589 | ↗604 | ↘600 | ↘561 |
| 2011 | 2012 | 2013 | 2014 | 2015 | 2016 | 2017 |
| ↘558 | ↘524 | ↘511 | ↘508 | ↗513 | ↗514 | ↘507 |
| 2018 | 2019 | 2020 | 2021 |      |      |      |
| ↘498 | →498 | ↘493 | ↘487 |      |      |      |

## Инфраструктура
- СПК "Коопхоз «Майское утро».
- ООО «Агроальянс»
- ООО "Конный завод «Глушинка».
- КФК.
- Торговые организации различного профиля (ООО «Орокс», «ФОРВАРД», «Колхозная лавка», «Том Сойер» и др.).
- МБДОУ "Глушинский детский сад «Миша».
- МБОУ «Глушинская основная общеобразовательная школа».
- Почта, филиал киноустановки, ФАП[20].

Село газифицировано.